# Fortalesa de Făgăraș

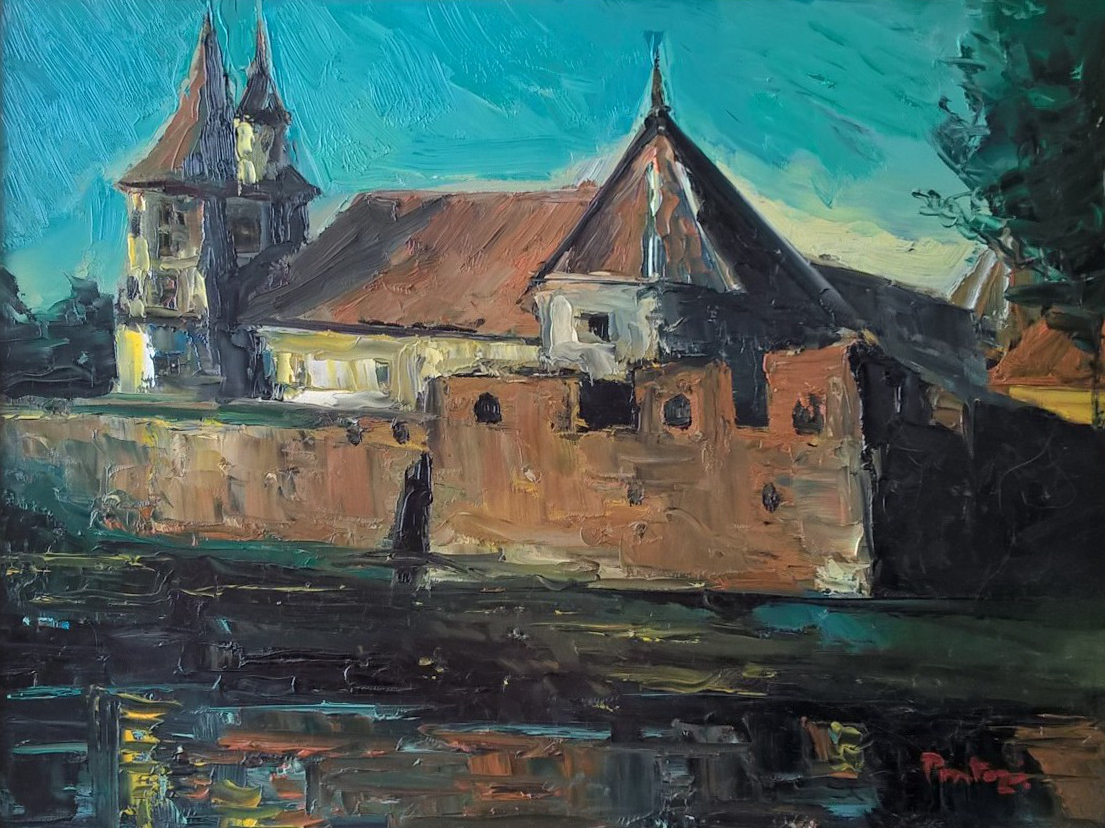
"Crepuscle a la fortalesa de Făgăraș", paisatge de Valeriu Pantazi.

La fortalesa de Făgăraș es troba al centre de Făgăraș, al comtat de Brașov, Transsilvània (Romania).

## Història
La construcció de la fortalesa s'inicià l'any 1310, al lloc d'una fortificació més antiga de terra i fusta del segle xii. La finalitat de la construcció de la fortalesa era eminentment estratègica, més precisament per a la defensa del sud-est de Transsilvània de les incursions dels tàrtars i els otomans.
L'any 1526, convertit en voivode de Transsilvània, Ștefan Mailat, fill d'un boiar de la regió, va prendre possessió de Făgăraș i els dominis circumdants i va iniciar les obres de transformació de la fortalesa en una autèntica fortalesa fortificada. Els murs de defensa es van doblar de gruix començant per l'interior. S'han disposat nous espais en sales i vestíbuls amb volta. En 1541, els Ottomans dirigits per Mustafa Pacha van atacar la fortalesa. Mailat va caure al parany i va ser fet presoner a la presó de la Fortalesa de les Set Torres (Edikule) a Constantinoble, on va morir deu anys més tard.
L'any 1599, Mihai Viteazul va ocupar la fortalesa, la va donar a la seva dona, Doamna Stanca, juntament amb la finca, i, convertit en príncep de Transsilvània, va acollir aquí la seva família i el tresor reial, uns anys més tard.

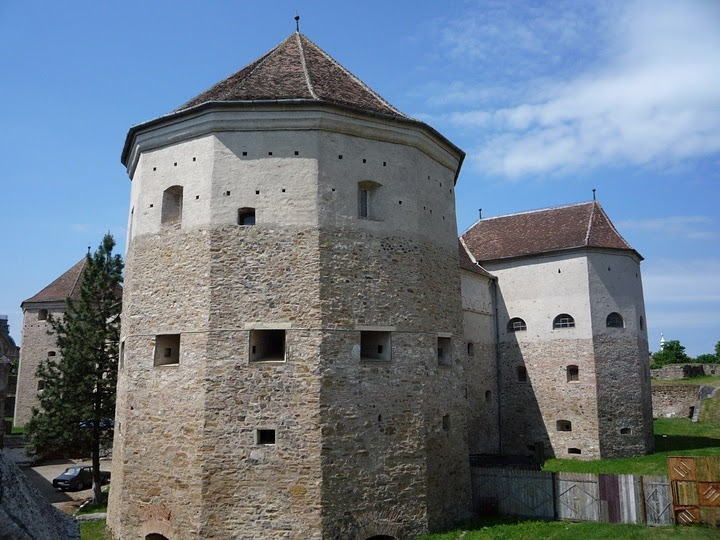
La fortalesa de Făgăraș: el bastió del fort

L'any 1617, s'erigaren els dos últims nivells de la torre sud-oest (masmorra), també coneguda com la Torre Roja, que té cinc nivells.
Durant el segle xvii, amb breus interrupcions, Făgăraș va ser una autèntica capital del principat de Transsilvània, la fortalesa esdevenint la residència dels prínceps de Transsilvània. La dieta de Transsilvània es va reunir aquí 11 vegades.
El 1630 es va ampliar la séquia de defensa que envoltava la fortalesa i es va connectar per un canal secret amb el riu Olt. A l'entrada es va instal·lar un pont plegable. Més tard, els cellers van ser reordenats en calabossos on els serfs revoltats eren empresonats.
El 1657 la princesa-consort Zsuzsanna Lorántffy (esposa del príncep Gheorghe Rákóczi I), mestressa de la Ciutadella de Făgăraș, va fundar la primera escola (nivell mitjà) amb el romanès com a llengua d'ensenyament, a Făgăraș, que funcionava sota el patrocini de la princesa.
Després de la transició de Transsilvània al domini dels Habsburg, el 1696, la fortalesa de Făgăraș va ser presa pels austríacs i es va convertir en una caserna, a partir de 1699, i en una presó militar.
El 1721 Făgăraș es va convertir en la seu de la Diòcesi Romanesa Unida amb Roma (grega catòlica), la residència del bisbe es trobava al primer pis de l'ala sud del castell. Però el bisbe Ioan Giurgiu Patachi va preferir viure dissabte al castell de Brukenthal, i Innocent Micu-Klein va traslladar la seva residència episcopal, mitjançant un intercanvi de propietats, de Făgăraș a Blaj, el 1737.
Nicolae Iorga va visitar la fortalesa l'any 1903 i la va trobar a prop de la ruïna.
Entre 1948 i 1960 la fortalesa va servir com a presó per als opositors al sistema comunista al comtat de Făgăraș, presos polítics, Făgăraș esdevenint una de les presons del sistema gulag romanès.
En els anys següents (1965 - 1977) es van executar obres de reparació, restauració i conservació.

## Turisme
Actualment, la fortalesa acull el Museu del País de Făgăraș "Valer Literat", així com la Biblioteca Municipal.

## Galeria d'imatges

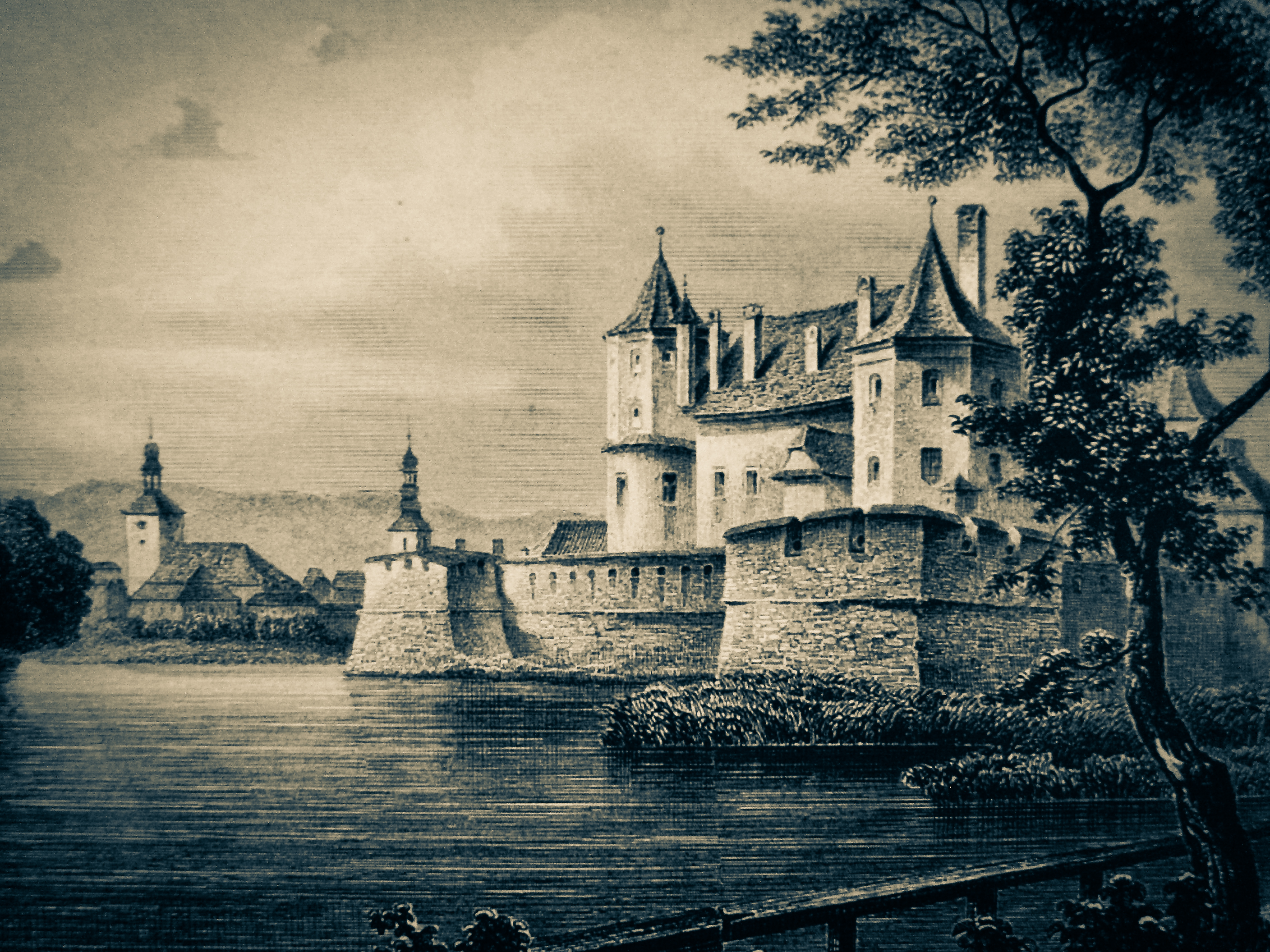
Fortalesa de Făgăraș el 1883
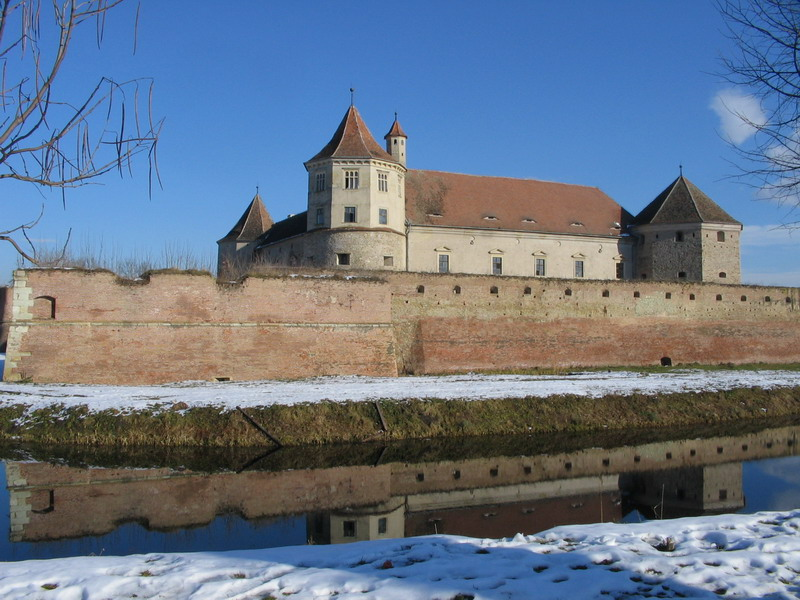
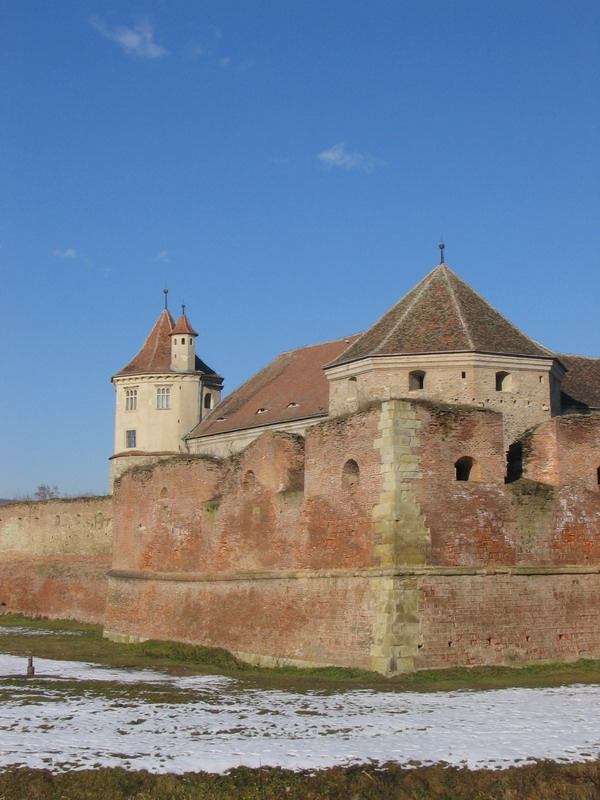
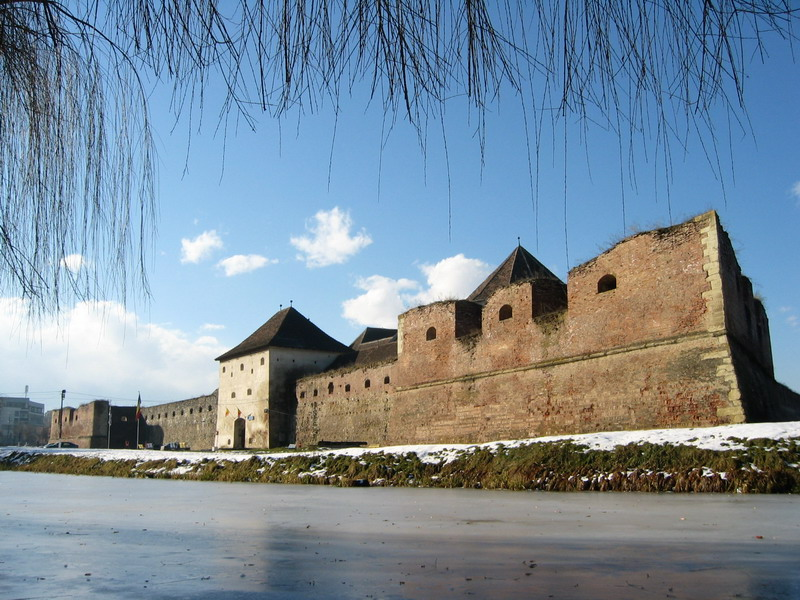
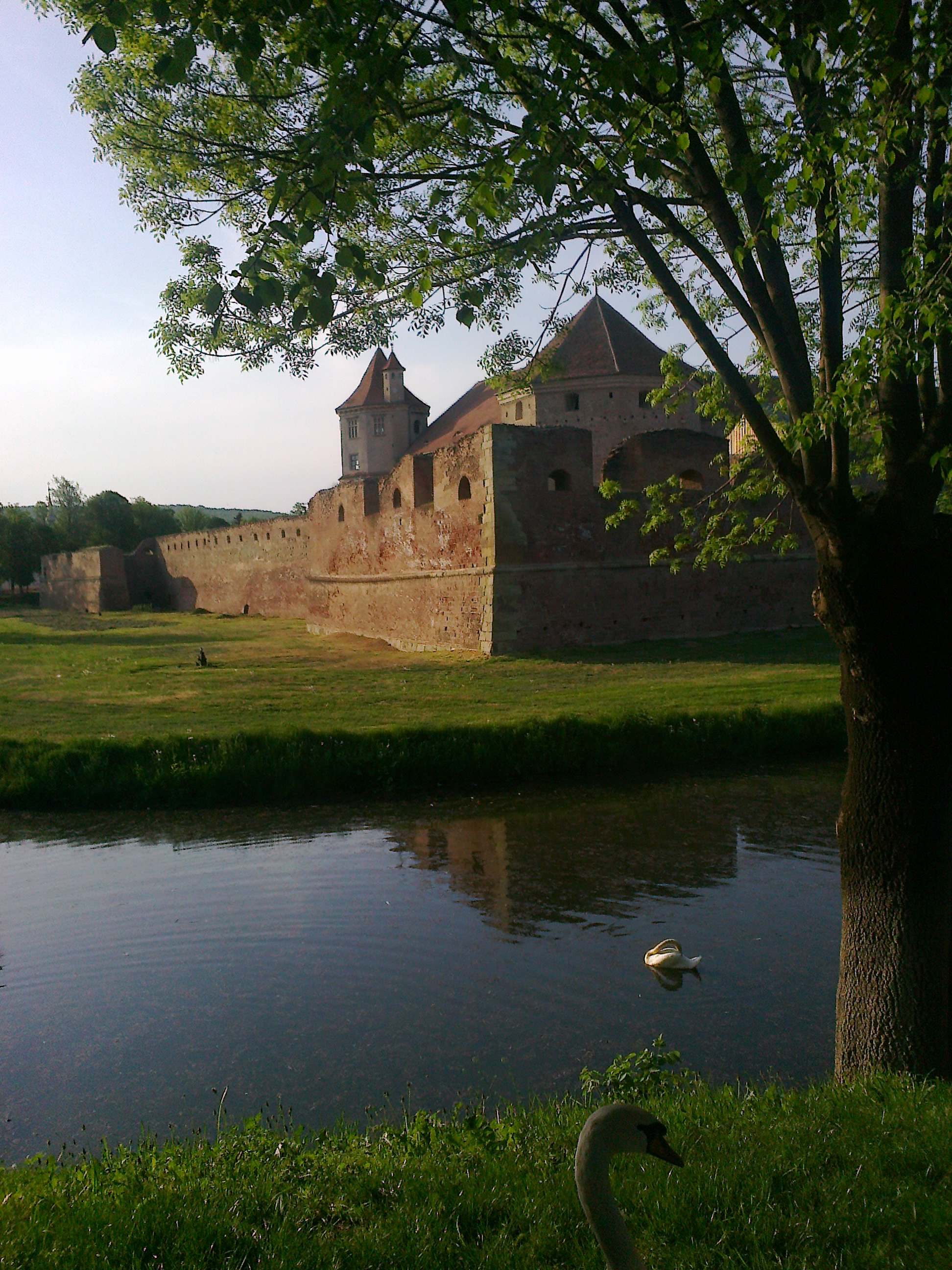
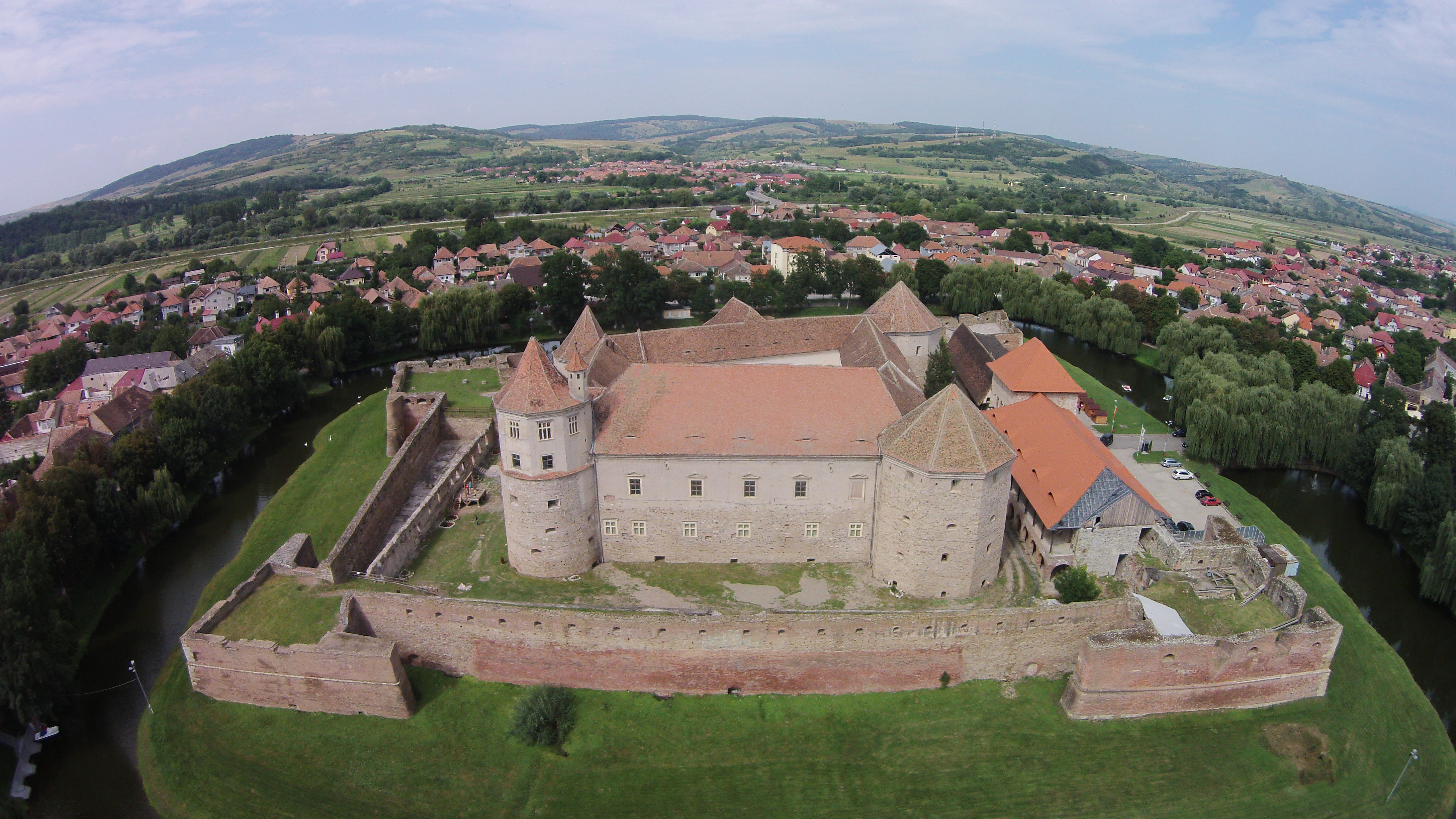
Fortalesa de Făgăraș, vista aèria
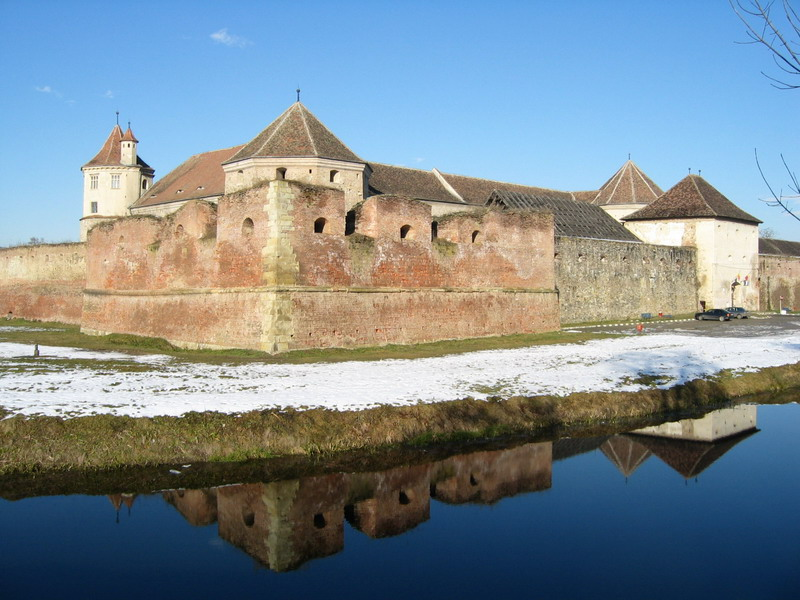
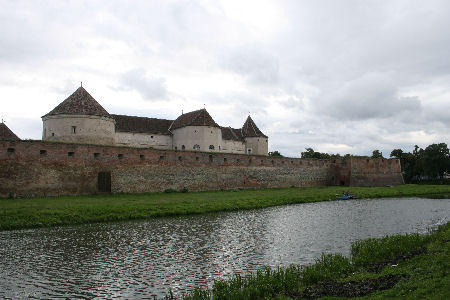
Fortalesa de Făgăraș (vista des de l'est)
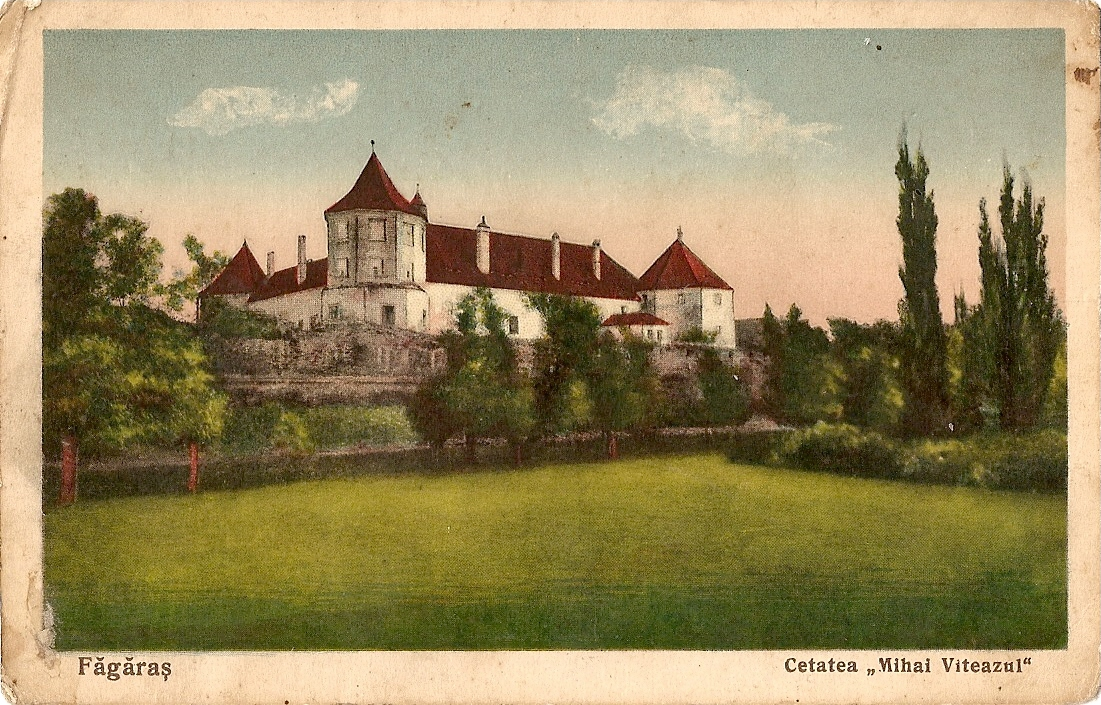
Fortalesa de Făgăraș (imatge d'entreguerres)
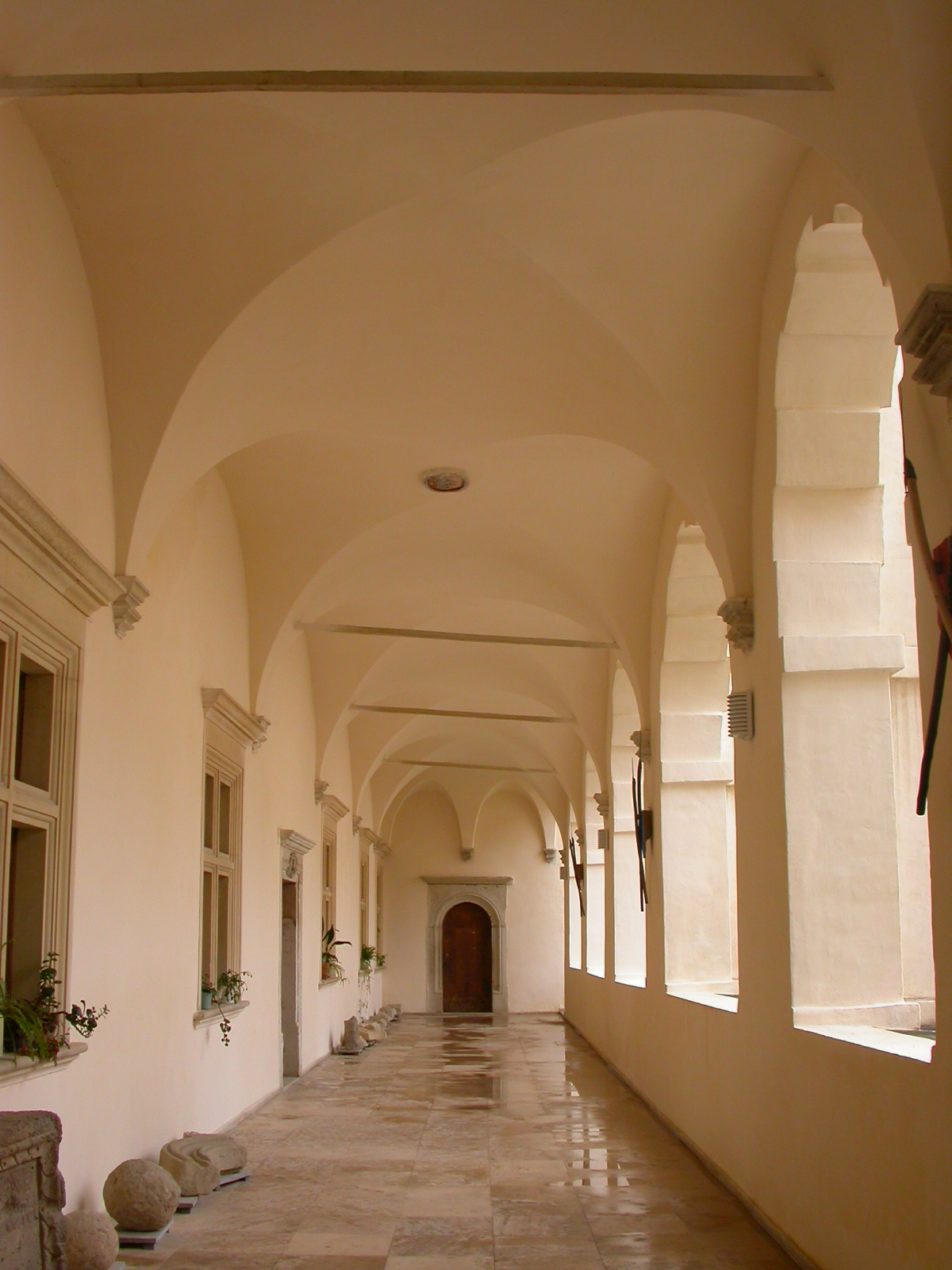
Loggia des del primer pis (any 2008)